# Resident Evil: Damnation
 (mars 2020).
Si vous disposez d'ouvrages ou d'articles de référence ou si vous connaissez des sites web de qualité traitant du thème abordé ici, merci de compléter l'article en donnant les références utiles à sa vérifiabilité et en les liant à la section « Notes et références ».
Pour plus de détails, voir Fiche technique et Distribution.
Resident Evil: Damnation (バイオハザード ダムネーション, Biohazard: Damnation) est un film d'animation produit par Capcom, et qui s'insère dans la chronologie officielle de la saga Resident Evil. Bien qu'annoncé comme étant la suite de Resident Evil: Degeneration, le scénario n'a pas de lien direct, et met en scène Leon S. Kennedy, ex-policier de Raccoon City devenu agent de l'USSS. L'histoire se situe entre Resident Evil 5 et Resident Evil 6, le film servant de transition entre les deux opus, tout comme le manga Resident Evil: Marhawa Desire.
Le film est réalisé par Makoto Kamiya (Resident Evil: Degeneration) et produit par Hiroyuki Kobayashi (producteur de Resident Evil: Degeneration, producteur associé de Resident Evil Afterlife et de Resident Evil: Apocalypse).
Le film est sorti au Japon en 2012. En France, il est directement distribué en DVD et Blu-ray.

## Résumé
En 2011, Leon S. Kennedy est envoyé par le gouvernement américain dans un ex-satellite de l'URSS, la République Slave de l'Est. Le pays est en proie à une guerre civile entre loyalistes et indépendantistes, dont l'enjeu est le contrôle du pays et de ses réserves pétrolières. Leon est envoyé pour y constater ou non la présence d'armes bio-organiques, afin de décider d'une possible intervention armée américano-russe. Mais il est finalement rappelé par son agent de liaison, Ingrid Hunnigan.
Cependant, il décide de passer outre, et l'arme à la main, se dirige vers le cœur du conflit, mais très vite, il découvre des Lickers qui le traquent, confirmant ses soupçons sur la présence d'armes bio-organiques. Durant un combat, il est assommé et capturé par un mystérieux groupe d'individus qui semble en savoir un peu plus sur ce qui se trame. Il s'agit en effet de combattants indépendantistes, JayDee et Buddy, qui veulent quant à eux savoir ce qu'un américain armé fait dans leur pays. Très vite, les événements vont prendre une tournure tragique, et Leon va devoir s'allier avec ses geôliers, qui semblent eux aussi lui cacher des choses.
Pendant ce temps, la Présidente de la République Slave de l'Est, Svetlana Belikova, accueille au palais présidentiel Ada Wong, qui se fait passer pour une agent du BSAA…

## Fiche technique
- Réalisation : Makoto Kamiya
- Production : Hiroyuki Kobayashi
- Studios : Capcom, Sony Pictures Entertainment Japan, Digital Frontier
- Distribution : Sony Pictures Entertainment
- Durée : 1 h 40
- Pays :  Japon
- Langue : anglais
- Dates de sortie : 27 octobre 2012 (Japon), 24 septembre 2012 (France)
- Interdit aux moins de 12 ans

## Distribution

### Voix originales
- Matthew Mercer : Leon S. Kennedy
- Dave Wittenberg : Buddy / Alexander "Sasha" Kozachenko
- Wendee Lee : Svetlana Belikova
- Val Tasso : JD
- Robin Sachs : Ataman / Ivan Judanovich
- Courtenay Taylor : Ada Wong
- Salli Saffioti : Ingrid Hunnigan
- David Earnest : le secrétaire
- Patrick Seitz : Scarecrow (l'Épouvantail)
- Michael McConnohie : Tyrant

### Voix françaises
- Gilles Morvan : Léon S. Kennedy
- Serge Biavan : Buddy / Alexander "Sasha" Kozachenko
- Géraldine Asselin : Svetlana Belikova
- Guillaume Lebon : JD
- Juliette Degenne : Ada Wong
- Victoria Grosbois : Ingrid Hunnigan
- Vincent Ribeiro : le secrétaire
- Romain Altché
- Christophe Desmottes
- Eric Peter
- Jean-Baptiste Marcenac

### Captures de mouvements
- Kevin Dorman : Leon S. Kennedy
- David Earnest : Buddy / le secrétaire
- Melinda Lee : Svetlana Belikova
- Val Tasso : JD
- Kirk Thornton : Ataman / l'Épouvantail
- Jolene Andersen : Ada Wong / Ingrid Hunnigan